# Tầng Tithon
| Hệ/ Kỷ                               | Thống/ Thế   | Tầng/ Kỳ   | Niên đại (Ma) | Niên đại (Ma) |
| ------------------------------------ | ------------ | ---------- | ------------- | ------------- |
| Phấn Trắng                           | Hạ/Sớm       | Berrias    | trẻ/muộn hơn  | trẻ/muộn hơn  |
| Jura                                 | Thượng /Muộn | Tithon     | ~145.0        | 152.1         |
| Jura                                 | Thượng /Muộn | Kimmeridge | 152.1         | 157.3         |
| Jura                                 | Thượng /Muộn | Oxford     | 157.3         | 163.5         |
| Jura                                 | Trung/Giữa   | Callove    | 163.5         | 166.1         |
| Jura                                 | Trung/Giữa   | Bathon     | 166.1         | 168.3         |
| Jura                                 | Trung/Giữa   | Bajocy     | 168.3         | 170.3         |
| Jura                                 | Trung/Giữa   | Aalen      | 170.3         | 174.1         |
| Jura                                 | Hạ/Sớm       | Toarc      | 174.1         | 182.7         |
| Jura                                 | Hạ/Sớm       | Pliensbach | 182.7         | 190.8         |
| Jura                                 | Hạ/Sớm       | Sinemur    | 190.8         | 199.3         |
| Jura                                 | Hạ/Sớm       | Hettange   | 199.3         | 201.3         |
| Trias                                | Thượng /Muộn | Rhaetia    | cổ/sớm hơn    | cổ/sớm hơn    |
| Phân chia Kỷ Jura theo ICS năm 2020. |              |            |               |               |

Tầng Tithon trong niên đại địa chất là kỳ cuối của thế Jura muộn, và trong thời địa tầng học thì nó là bậc trên của thống Jura trên. Kỳ Tithon tồn tại từ ~ 152.1 Ma đến 145 Ma (Ma: Megaannum, triệu năm trước).
Kỳ Tithon kế tục kỳ Kimmeridge của thế Jura sớm, và tiếp sau là kỳ Berrias thế Creta sớm.
Một số văn liệu còn dịch là kỳ Tithoni hay Tithonia.